# Marie-Thérèse d'Autriche (1684-1696)
Pour les articles homonymes, voir Marie-Thérèse d'Autriche.
Marie Thérèse d'Autriche, né à Vienne le 22 août 1684 et décédé le 28 septembre 1696 est une archiduchesse d'Autriche.
Fille de l'empereur Léopold Ier du Saint-Empire et de sa troisième épouse Éléonore de Neubourg, elle meurt à 12 ans de la variole.